# Spichlerz folwarczny w Bobrku

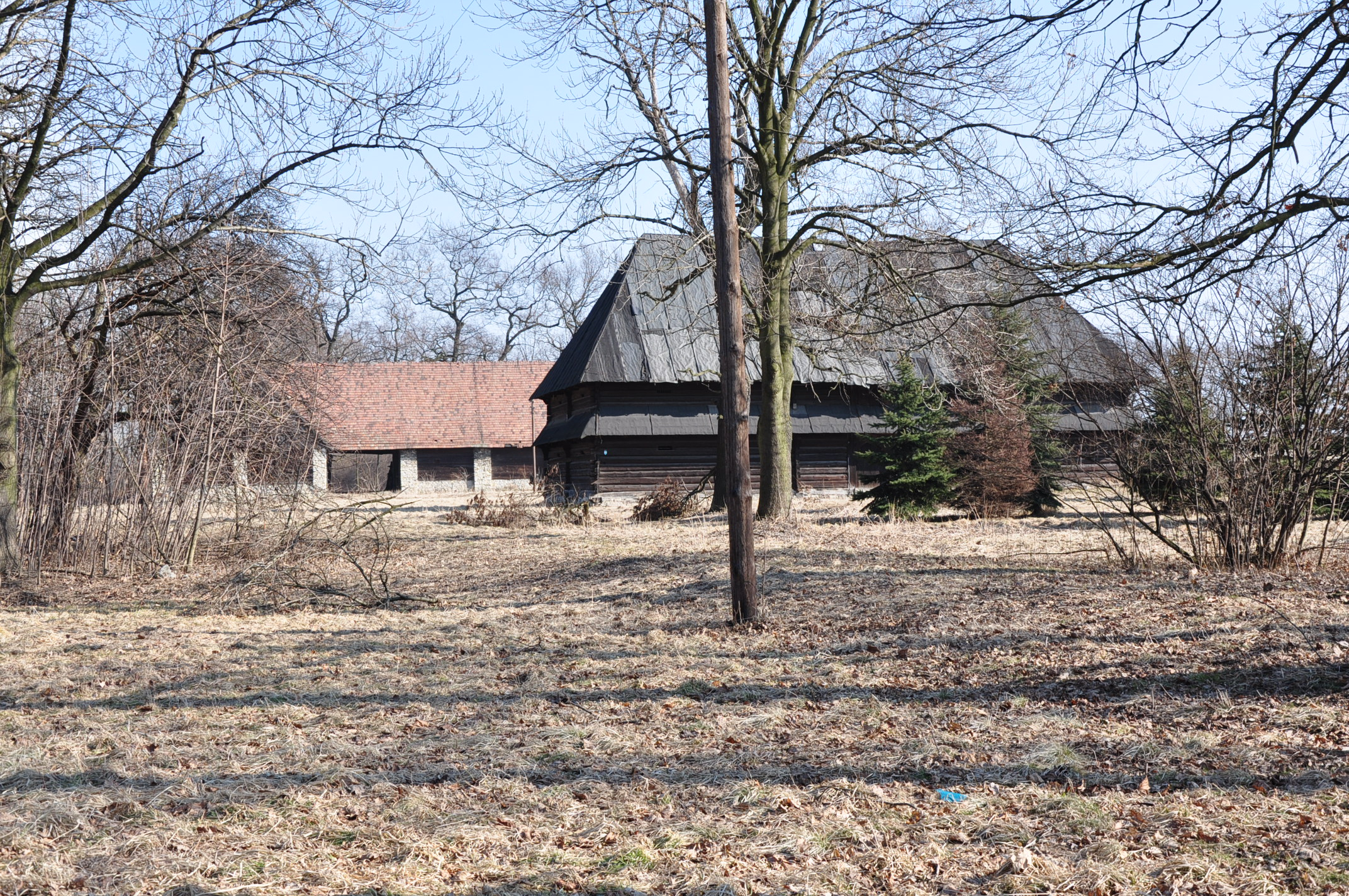
Spichlerz w Bobrku

Spichlerz folwarczny z Bobrka – drewniana budowla zbudowana w 1779 roku, była własnością rodu Wielkopolskich. Do 2018 roku znajdowała się w miejscowości Bobrek w województwie małopolskim, do niedawna spełniająca swoją rolę. W 2018 roku przeniesiona na teren Nadwiślańskiego Parku Etnograficznego w Wygiełzowie. 

## Budowa spichlerza
Spichlerz został zbudowany na konstrukcji zrębowej na wzór śląskich spichlerzy folwarczych. Budynek wzniesiono na rzucie prostokąta. Posiada dwie kondygnacje, jest dwutraktowy, pokryty dachem czterospadowym. Spichlerz obiega wokół daszek okapowy pokryty tak jak dach, gontami. Do budynku prowadzą drzwi zdobione wypustami w kształcie kolistych wałków i rozetami karpackimi. We wnętrzu budynku znajdują się stropy belkowe bez podsufitek. Pomieszczenie podzielone jest na sień z dwoma pomieszczeniami po bokach i ze schodami na piętro.
Spichlerz folwarczny w Bobrku znajduje się na Szlaku architektury drewnianej w województwie małopolskim. Budynek przed przeniesieniem do parku etnograficznego i wpisaniem do inwentarza muzealnego figurował w rejestrze zabytków nieruchomych województwa małopolskiego pod nr A-312 z 20 października 1971 oraz A-362/78 z 17 października 1978.  